# Barilium dawsoni
Barilium dawsoni ("Isquion pesado de Dawson") es la única especie conocida del género extinto Barilium de dinosaurio ornitópodo iguanodóntido que vivió a principios del período Cretácico, hace aproximadamente 138 millones de años durante el Valanginiense en lo que es hoy Europa. Fue descrito por primera vez como una especie de Iguanodon, I. dawsoni por Richard Lydekker en 1888 y en 2010 fue reclasificada como un taxón independiente.

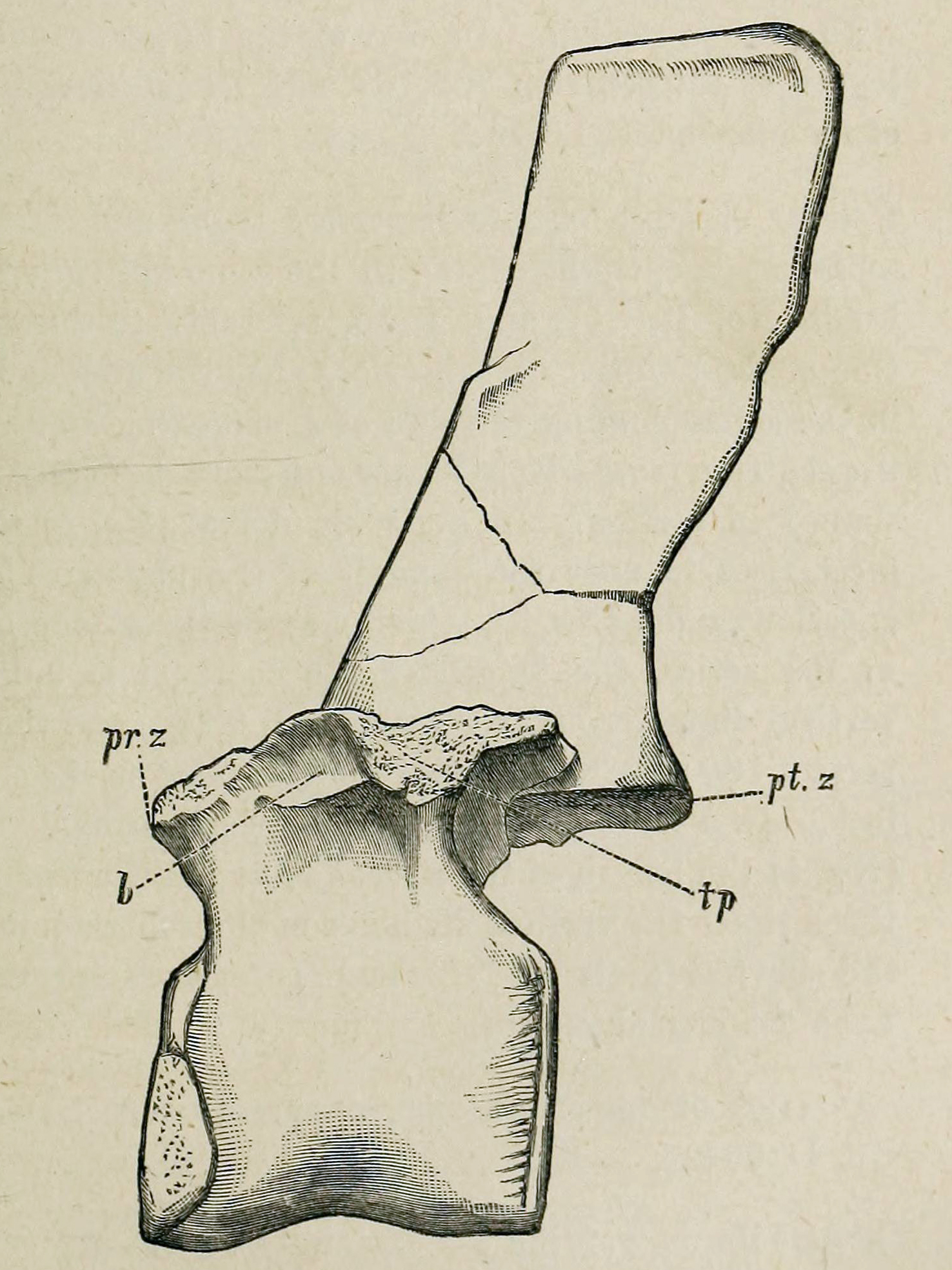
Vértebra dorsal media.

El nombre del género Barilium se deriva del griego barys, "pesado", y del latín ilium, "hueso ilíaco". Más tarde, en el mismo año 2010, Kenneth Carpenter y Yusuke Ishida lo asignaron independientemente al nuevo género Torilion, que es por lo tanto un sinónimo más moderno objetivo de Barilium. Lydekker basó la especie sintipo en la serie BMNH R798, 798a, 803 a 805, 806, 798b, 802, 802a y 799-801. Norman eligió a NHMUK R 798 y R802, una vértebra dorsal y un ilion izquierdo, como el lectotipo.
Contemporáneo con Hypselospinus, inicialmente también encuadrado en el género Iguanodon, Barilium es un robusto iguanodontoniano de 8 metros de largo. Es conocido por dos esqueletos parciales encontrados en Sussex del Este, Inglaterra, en la Arcilla de Wadhurst datadas a mediados del Valanginiense en el Cretácico Inferior.
Barilium se diferencia de Hypselospinus sobre la base de características vertebrales, de la pelvis, el tamaño y la constitución. Barilium era más robusto que Hypselospinus, con vértebras grandes como Camptosaurus e incluye cortas espinas neurales, mientras que Hypselospinus es conocido por sus espinas neurales largas y estrechas, escarpadas e inclinadas.